# Württembergia (Nationalallegorie)
Die Württembergia ist eine allegorische Gestalt und symbolisiert das Land Württemberg, dessen neulateinische Bezeichnung mit ihrem Namen übereinstimmt. Neben der Rolle einer Schutzpatronin wird ihr auch die eines Genius loci zugesprochen. Gemeinsam mit vielen anderen Nationalallegorien besitzt sie in der Pallas Athene ein antikes Vorbild.

## Künstlerische Adaption
… in der Malerei

Das Titelbild ist ein Ausschnitt des Deckengemäldes, das der Maler Hans von Kolb im Kuppelsaal des König-Karls-Bads in Bad Wildbad geschaffen hat.
Über einer barocken Balustrade schwebt die Württembergia auf einer Wolke lagernd. In ihrer Linken hält sie einen Kelch mit einer Schlange als Sinnbild der Erneuerung von Leben und Gesundheit. Das Füllhorn zu ihrer Rechten ist ein Hinweis auf den Wohlstand ihres Reiches. Ein Schutzengel dahinter hält das württembergische Landeswappen. Putten mit Girlanden aus Blumen untermalen das Schauspiel.
… zur Illustration von Landkarten. 

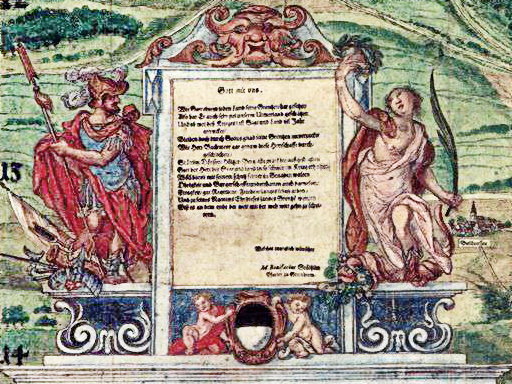
Abb. 1: Textkartusche
auf einer Karte von 1651

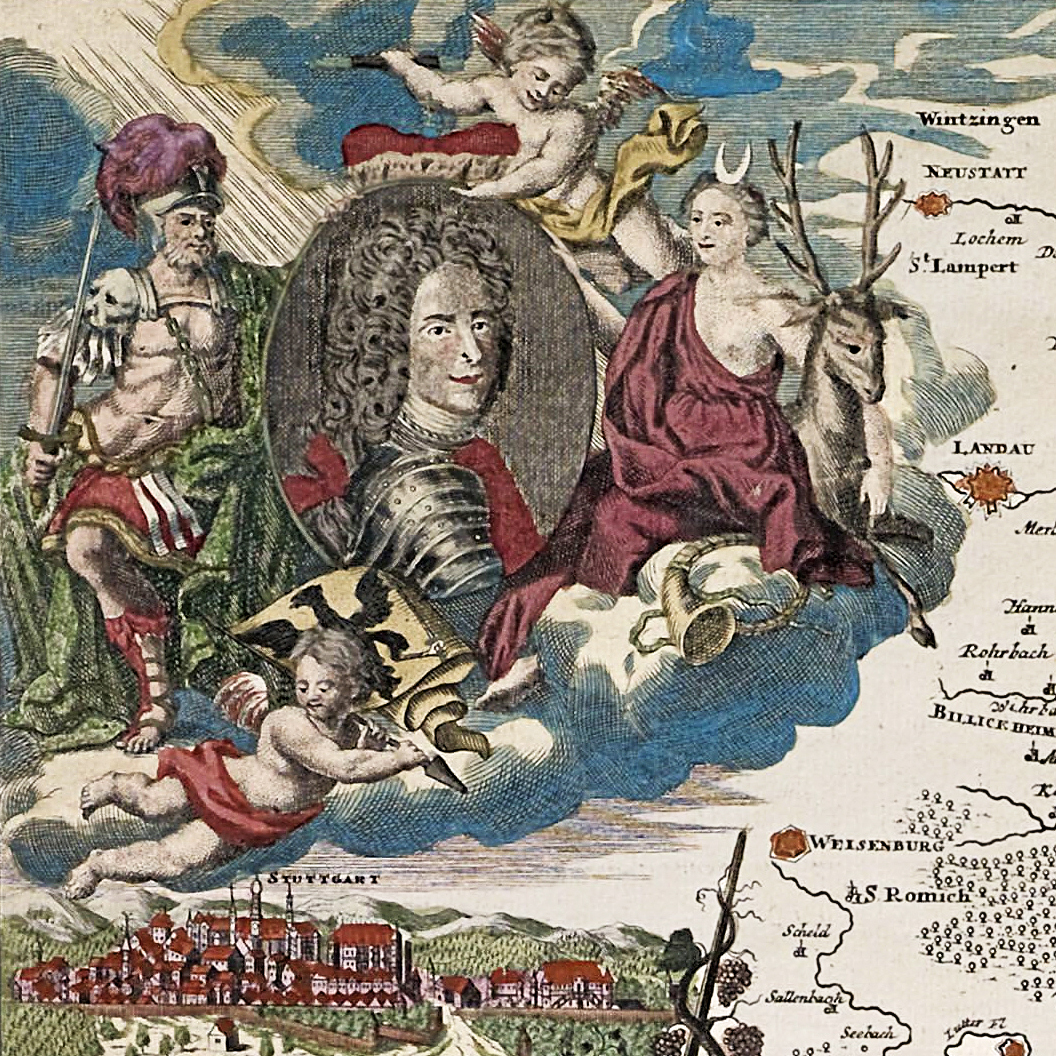
Abb. 2: Medaillon
auf einer Karte von 1710

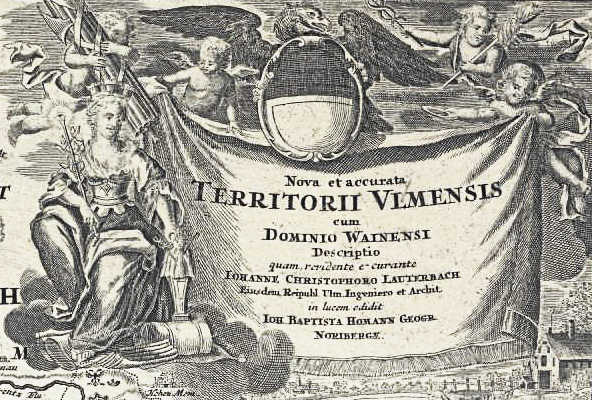
Abb. 3: Titelkartusche
einer Karte von 1720

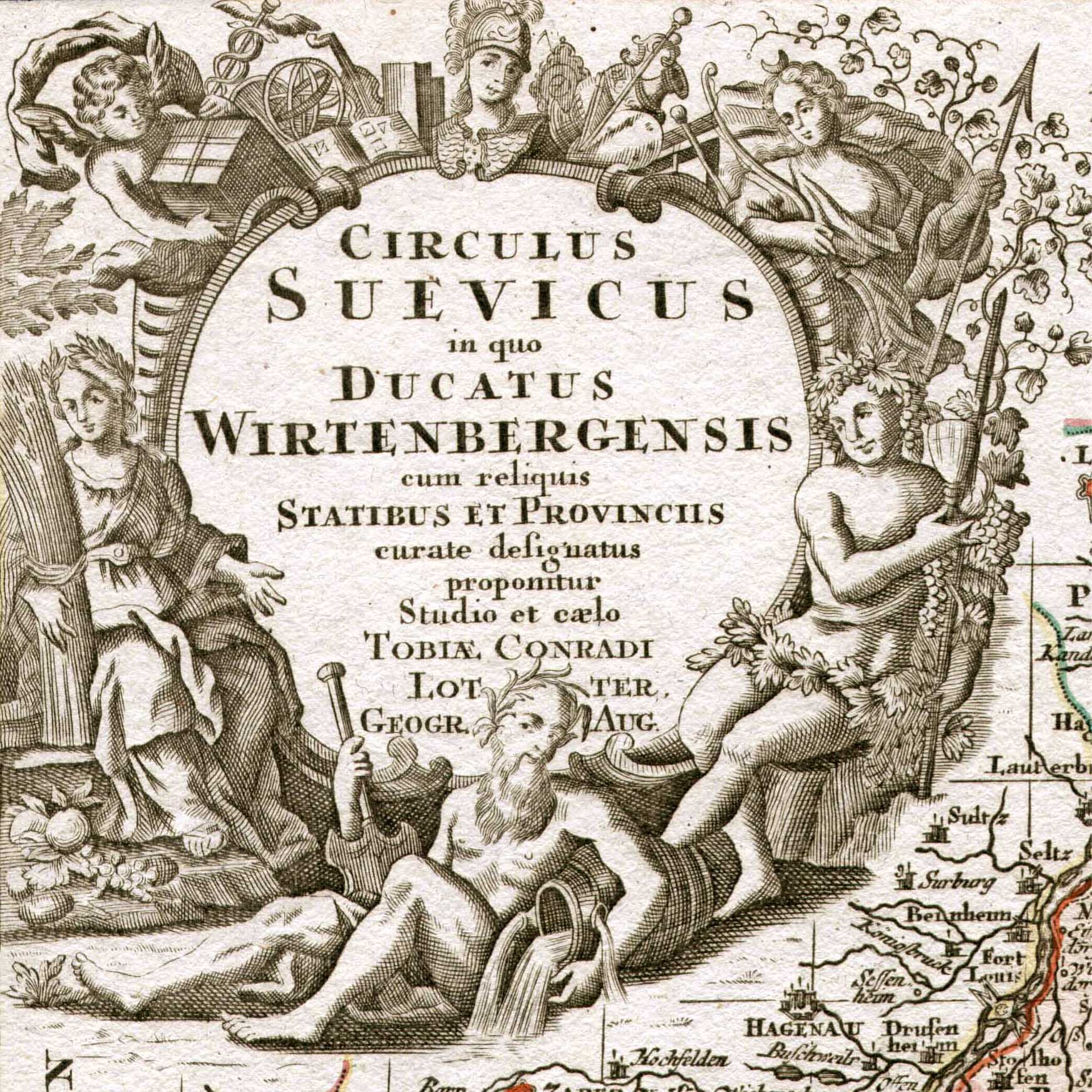
Abb. 4: Titelkartusche
einer Karte von 1740

Zur Ausgestaltung von Landkarten, im Besonderen als Wappenhalter bei Legenden, Kartuschen und Medaillons war die Darstellung der Württembergia bei verschiedenen Kartografen über eine lange Zeit ein beliebtes Motiv, nicht zuletzt, weil ab Mitte des 16. Jahrhunderts in der Regel der württemberger Hof der Auftraggeber war. Nach Sachsen und Bayern war Württemberg das dritte Land im damaligen Reich, in dem die Regierung Kartografen systematisch mit der geografischen Erfassung des Landes beauftragte.
Das Landesarchiv Baden-Württemberg vermutet in der weiblichen Figur (Abb. 1) zwar die Friedensgöttin Irene, doch Füllhorn, Ähren und Lorbeer sind auch Attribute der Württembergia. Deren Personifizierung könnte damit möglicherweise älter sein, als die der Helvetia, die 1672 ausdrücklich als Verkörperung der Schweiz und Einheit der Eidgenossenschaft geschaffen wurde. Eine Karte von 1710 (Abb. 2) bedient sich ähnlicher Figuren, die das Medaillon des Herzogs Eberhard Ludwigs flankieren. Die Nähe der weiblichen Gestalt zum Land wird durch das Wappentier Württembergs deutlich unterstrichen. Kein Zweifel über die Figur lässt schließlich das dritte Beispiel (Abb. 3) von 1720 zu. Die Attribute Mauerkrone, Zepter und Liktorenbündel entsprechen der Wiedergabe auf der Goldmünze von 1841 im nächsten Abschnitt.
In der Bildhauerei als Skulptur

Das Bild links zeigt ein Detail des ehemaligen Karl-Olga-Denkmals in Stuttgart. Die Skulptur des Bildhauers Ernst Curfeß stellt die Württembergia dar, die Kränze für das Königspaar Karl und Olga spendet. Die Büsten beider Monarchen waren auf einer Plakette darunter dargestellt. Das Denkmal galt als eines der bedeutendsten in den Oberen Anlagen des Botanischen Gartens in der Wilhelma und wurde bei Luftangriffen im Zweiten Weltkrieg zerstört.
… und als Relief

Rechts ist die Rückseite eines Gulden von 1841 abgebildet. Die Münze wurde anlässlich des 25‑jährigen Regierungsjubiläum Wilhelms I., König von Württemberg (1816–1864) geprägt. 
Die Württembergia ist sitzend dargestellt. Sie trägt eine Mauerkrone, Zepter und Wappenschild des Landes Württemberg. Zwei Putten huldigen ihr mit Füllhorn und Liktorenbündel. Parallel zu dieser Prägung gab es auch eine Auflage in Silber.
Dichterische Verarbeitung

Im patriotischen Festspiel „Germanias Erwachen“ von Otto Trinkaus aus dem Jahr 1895 schickt Württembergia zusammen mit ihren Schwestern Borussia, Oldenburgia, Bavaria, Saxonia und Badenia die Söhne des Vaterlands ins Schlachtfeld, um die geraubten Alsatia (Elsass) und Lotharingia (Lothringen) zu befreien und der bedrohten Germania zu Hilfe zu eilen.